# David X. Cohen
'David Samuel Cohen (født 13. juli 1966), bedre kendt under sit professionelle navn David X. Cohen, er en amerikansk tv-forfatter. Han har skrevet til The Simpsons, og han er ledende manuskriptforfatter og executive producer på animationsserien Futurama.